# Дрокія (станція)
Дрокія (рум. Gara Drochia) — проміжна залізнична станція на лінії Бєльці-Слободзея — Окниця у місті Дрокія на півночі Молдови.

## Історія
Історія Дрокія почалася одночасно з будівництвом залізниці Бєльці — Окниця. На цій ділянці у 1889 році з'явилися станція і вокзал, біля яких у 1895 році були побудовані перші будинки. Таке розташування Дрокії зумовило активний промисловий розвиток населеного пункту і встановлення тісних контактів з іншими селами і містами Молдови.
У першій половині XX століття Дрокія пройшла через етап інтенсивного зростання. У 1940 році вона стала районним центром. У 1953 році станція Дрокія злилася з однойменним селом, яке перебувало на відстані 1,5 км, в результаті якого утворене селище міського типу Дрокія. Статус міста — з 1973 року.

## Пасажирське сполучення
| Рух потягів по станції Дрокія | Рух потягів по станції Дрокія | Рух потягів по станції Дрокія |
| №                             | Маршрут слідування            | Періодичність                 |
| Пасажирські потяги            | Пасажирські потяги            | Пасажирські потяги            |
| ----------------------------- | ----------------------------- | ----------------------------- |
| 47/48 «Молдова»               | Кишинів — Москва              | Щоденно                       |
| 341/342                       | Кишинів — Москва              | Щоденно                       |
| 361/362                       | Кишинів — Санкт-Петербург     | Через день                    |
| Регіональні потяги            |                               |                               |
| 831                           | Бєльці-Слободзея — Окниця     | Щоденно                       |
| 836                           | Окниця — Бєльці-Слободзея     | Щоденно                       |

## Галерея

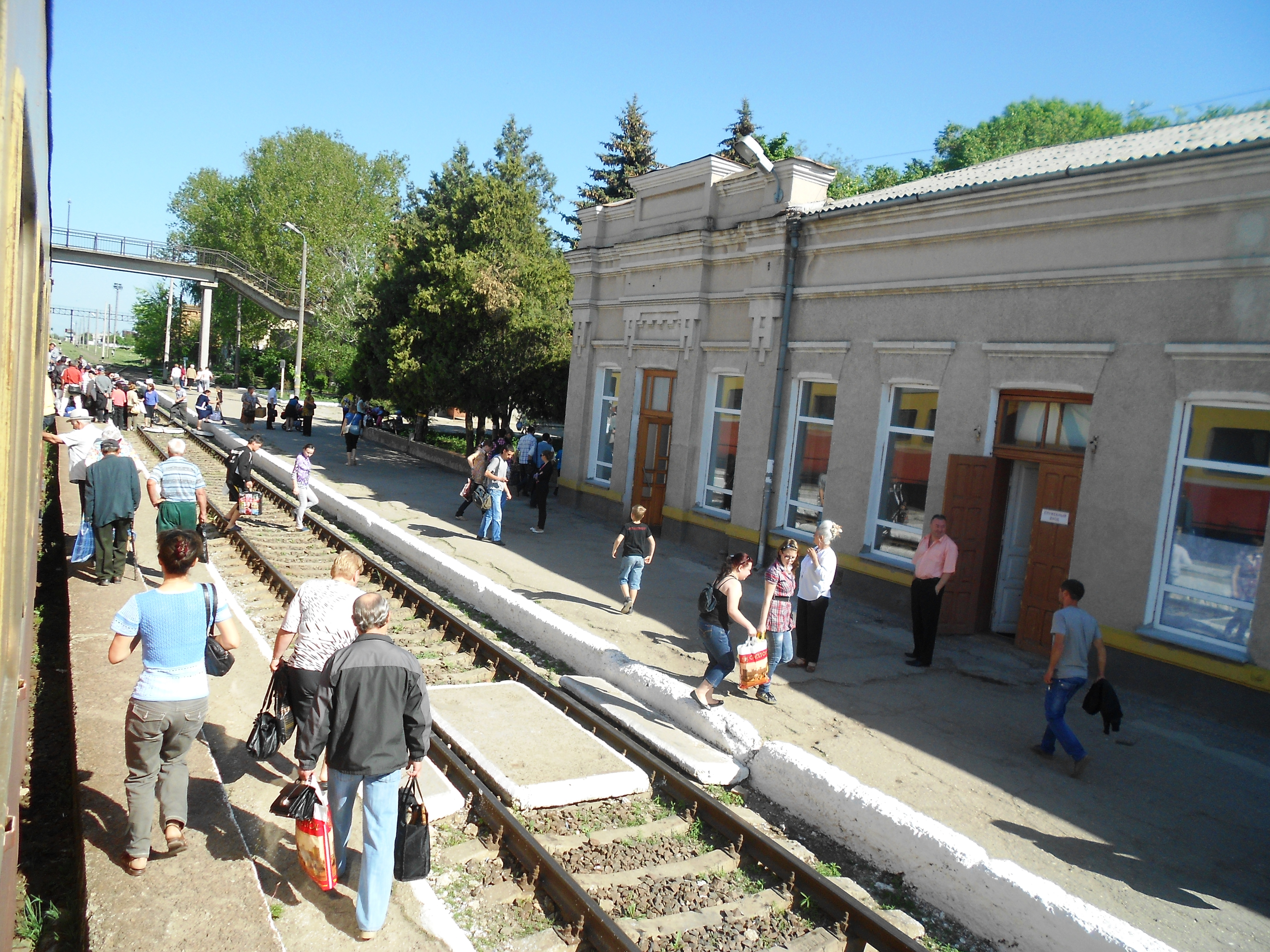
Вигляд з північної сторони
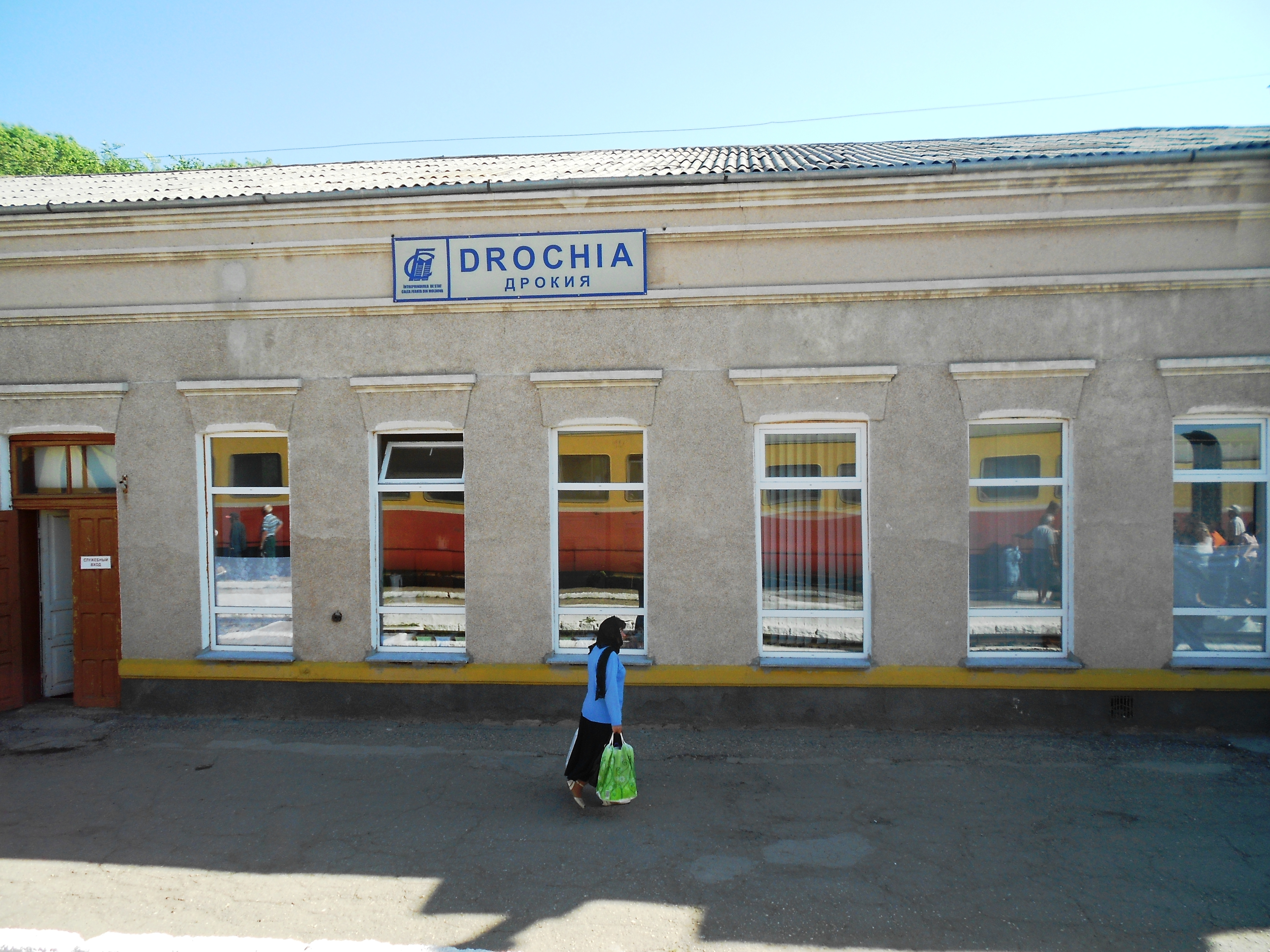
Вокзал
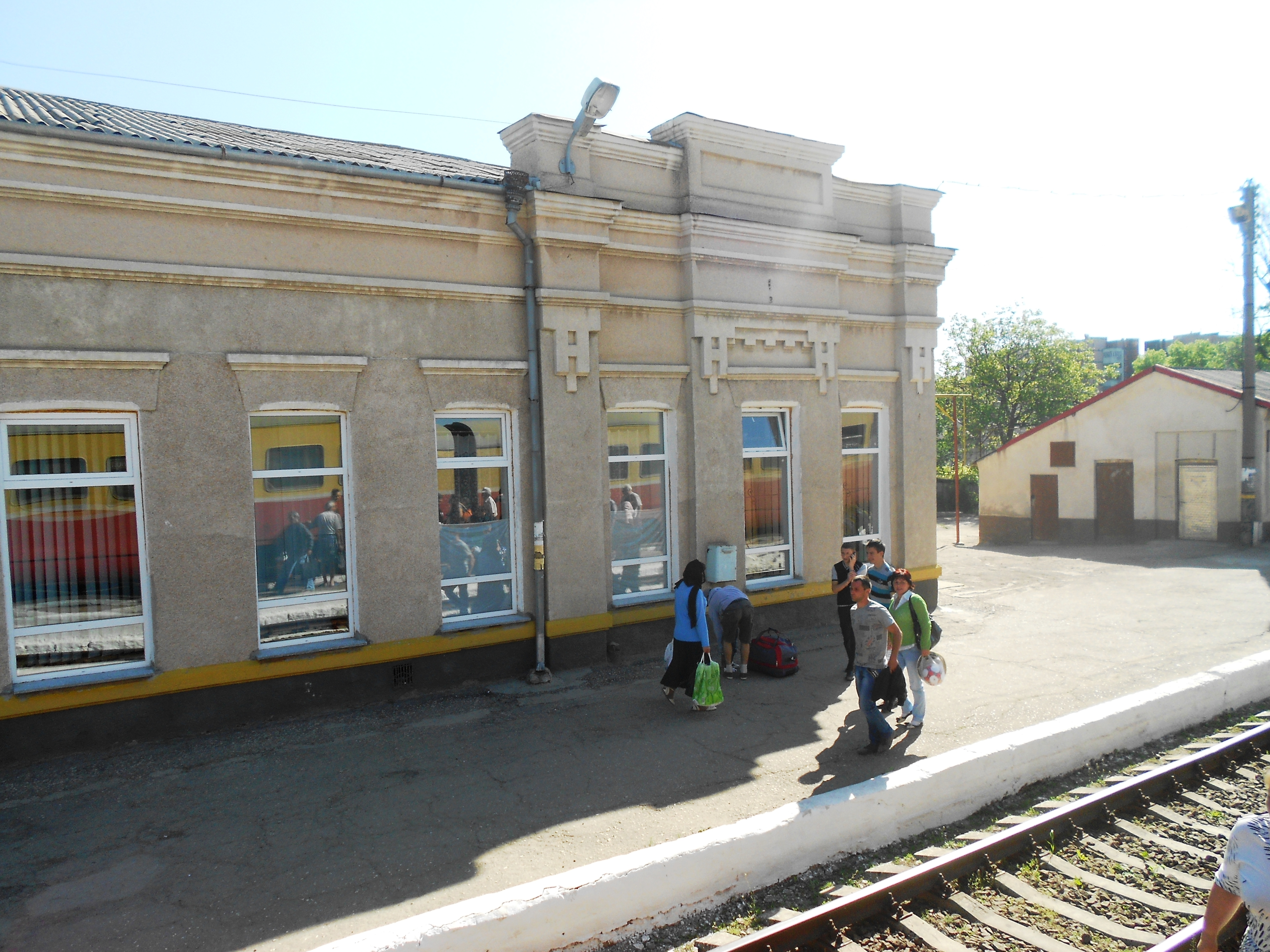
Вигляд з південної сторони